# Draba splendens
Draba splendens är en korsblommig växtart som beskrevs av Ernest Friedrich Gilg. Draba splendens ingår i släktet drabor, och familjen korsblommiga växter. IUCN kategoriserar arten globalt som sårbar. Inga underarter finns listade i Catalogue of Life.